# Hongaarse naamvallen en uitgangen
Hongaarse naamvallen en uitgangen (achtervoegsels of suffixen) geven in de meeste gevallen de grammaticale functie van een woord in een zin aan. De verschillende uitgangen kunnen in veel gevallen achter elkaar worden "geplakt", vandaar dat Hongaars een agglutinatieve taal wordt genoemd. Woorden kunnen daardoor lang worden. Het Hongaars heeft een twintigtal naamvallen.
Er zijn twee categorieën van uitgangen te onderscheiden: de verbuigingsuitgangen en de afleidingsuitgangen.
De verbuigingsuitgangen hebben een functie bij de vorming van naamvallen, de lokaalsuffixen (naamvalachtige uitgangen voor plaats en richting), de vorming van meervouden, en de bezitsaanduidingen.
De afleidingsuitgangen spelen een rol bij de woordvorming, waarbij bijvoorbeeld werkwoorden omgevormd worden tot naamwoorden of naamwoorden tot werkwoorden.

## Verbuiging
De verbuigingsuitgangen worden geplaatst achter naamwoorden, zoals zelfstandige naamwoorden en zelfstandig gebruikte naamwoorden. Er zijn uitgangen voor de naamvallen
Voorbeelden van uitgangen zijn die voor het meewerkend voorwerp, voor het lijdend voorwerp en de multiplicatief:
- De uitgang voor het meewerkend voorwerp, de (3de naamval of datief): -nak/-nek = aan, voor.
Voorbeelden: A napnak = Aan/Voor de zon, A kertnek = Aan/Voor de tuin, A bőröndnek = Aan/Voor de koffer
- De uitgang voor het lijdend voorwerp, de (4de naamval of accusatief): -ot/-et/-öt, of bij verlagende stammen: -at/-et, of bij overige woorden eindigend op een klinker of op een bepaalde medeklinker: -t
Voorbeelden: Napot = Dag, zon, Kertet = Tuin, Bőröndöt = Koffer; Barátot = Vriend
- De multiplicatief: -szor/-szer/-ször = maal, keer wordt geplaatst achter telwoorden.
Voorbeelden: Hányszor? = Hoeveel keer? Hoe vaak?, Nyolcszor = Achtmaal, Kétszer = Tweemaal, Ötször = Vijfmaal

De "lokaalsuffixen" vormen een grote groep naamvallen, die betrekking hebben op plaats en richting. Hiertoe behoren onder andere:
- de inessief: -ban/-ben = in.
Voorbeelden: A házban = In het huis, Debrecenben = In Debrecen
- de elatief: -ból,-ből = uit.
Voorbeelden: A házból = Het huis uit, Debrecenből = Debrecen uit
- de superessief: -on/-en/-ön, of -n (bij woorden eindigend op een klinker) = op.
Voorbeelden: Az asztalon = Op de tafel, A széken = Op de stoel, A földön = Op de grond, Budapesten = In Boedapest
- de terminatief: -ig = tot (voor zowel plaats als tijd).
Voorbeelden: Budapestig = Tot Boedapest, ötig = Tot vijf (uur).

## Meervoud
Het meervoud van onder andere het zelfstandig naamwoord worden gevormd met uitgangen. Deze zijn standaard: -ok/-ek/-ök, waarbij de uitgang zoals gebruikelijk wordt gekozen volgens de regels van de klinkerharmonie. Als het woord, waarachter de uitgang wordt geplaatst, eindigt op een klinker, dan vervalt bij de meervoudsuitgang de instabiele beginklinker. Verder wordt de instabiele beginklinker beïnvloed door het woord, waarachter de uitgang wordt geplaatst. Als het woord "verlagend" is, dan ontrondt de beginklinker. De keuze van de uitgang is dan niet -ok/-ek/-ök, maar wordt dan: -ak/-ek. Bijvoeglijke naamwoorden zijn vrijwel alle verlagend.
Voorbeelden standaard meervouden: (napok = dagen; kertek = tuinen; bőröndök = koffers; barátok = vrienden).
Voorbeelden meervouden achter een klinker: autók, leckék = lessen, fésűk = kammen.
Voorbeelden meervouden bij een verlagende stam: orrak = neuzen, fülek = oren
Voorbeelden meervouden bij bijvoeglijke naamwoorden: a pirosak = de rode (mv.); a zöldek = de groene (mv.)

## Bezit
| Hongaarse bezitsuitgangen, enkelvoudig bezit | Hongaarse bezitsuitgangen, enkelvoudig bezit | Hongaarse bezitsuitgangen, enkelvoudig bezit | Hongaarse bezitsuitgangen, enkelvoudig bezit |
| uitgang of suffix                            | standaardvorm                                | na verlagende stam                           | na klinker niet-verlagende stam              |
| -------------------------------------------- | -------------------------------------------- | -------------------------------------------- | -------------------------------------------- |
| possessief 1ste pers. e.v.                   | -om/-em/-öm                                  | -am/-em                                      | -m                                           |
| possessief 2de pers. e.v.                    | -od/-ed/-öd                                  | -ad/-ed                                      | -d                                           |
| possessief 3de pers. e.v.                    | -a/-e, -ja/-je                               | -a/-e, -ja/-je                               | -ja/-je                                      |
| possessief 1ste pers. m.v.                   | -unk/-ünk                                    | -unk/-ünk                                    | -nk                                          |
| possessief 2de pers. m.v.                    | -otok/-etek/-ötök                            | -atok/-etek/-etök                            | -tok/-tek/-tök                               |
| possessief 3de pers. m.v.                    | -uk/-ük,-juk/-jük                            | -uk/-ük,-juk/-jük                            | -juk/-jük                                    |

Bezitsuitgangen (possessiefsuffixen) worden gebruikt om de persoon van de bezitter aan te geven. Ook is er onderscheid tussen de uitgangen voor enkelvoudig en voor meervoudig bezit.
Voorbeelden enkelvoudig bezit: napom = mijn dag; bőröndöd = jouw koffer
Voorbeelden meervoudig bezit: kertjeim = mijn tuinen; barátaid = jouw vrienden

## Werkwoordvervoeging
Bij de vervoeging van werkwoorden worden achter de stam van het werkwoord uitgangen gebruikt. Bij de verschillende tijden en wijzen worden nog "tekens" geplaatst voor de uitgangen. De uitgangen zijn gewoonlijk afhankelijk van de klinkerharmonie en van de laatste letter van de werkwoordstam. Bezitsuitgangen en persoonsuitgangen lijken voor een deel sterk op elkaar. Bij de vervoeging van werkwoorden worden uitgangen gebruikt die volgende zaken kunnen weergeven:
1. de persoon en het getal (dit deel van de uitgang staat achteraan)
2. wijze en de tijd. De tegenwoordige tijd van de aantonende wijs heeft geen eigen teken. De verleden tijd en de andere wijzen hebben een teken, dat staat achter de stam en voor de eventuele verdere uitgang.
3. de bepaaldheid van het lijdend voorwerp: de onbepaalde en de bepaalde vervoeging hebben ieder hun eigen uitgangen.

De "tekens" worden niet tot de uitgangen gerekend, maar gaan er wel mee samen:
1. teken voor de verleden tijd: -t-,-ott-/-ett-/-ött- achter de stam en voor de eventuele verdere uitgang
2. teken voor de voorwaardelijke wijs: -ná-/-né- achter de stam en voor de eventuele verdere uitgang
3. teken voor de aansporende of gebiedende wijs: -j- achter de stam en voor de eventuele verdere uitgang

## Woordvorming
Ook voor de woordvorming worden uitgangen gebruikt., zoals bij de vorming van bijwoorden, zelfstandig naamwoorden en bijvoeglijke naamwoorden.
Voorbeeld van vorming van een bijwoord:
jól = wel, goed; magyarul = Hongaars, op z'n Hongaars; görögül = Grieks, op z'n Grieks
Voorbeeld van vorming van een zelfstandig naamwoord:
barátság = vriendschap; segítség = hulp; borász = wijnbouwer, oenoloog; ismeretlenség = onbekendheid
Voorbeeld van vorming van een bijvoeglijk naamwoord:
barátos = vriendelijk; ismeretlen = onbekend, debreceni = van Debrecen
Er zijn nog veel andere vormen van woordvorming.

## Volgorde van de uitgangen
De Hongaarse uitgangen kunnen in een bepaalde volgorde achter de woordstam van naamwoorden geplaatst worden. In verband met de plaatsing achter de absolute stam kunnen de uitgangen en naamvallen onderscheiden worden in twee groepen. De uitgangen van groep 1 worden geplaatst vóór die van groep 2. De uitgangen van groep 2 kunnen ook direct achter de absolute stam worden geplaatst.
| stam van het naamwoord                                                                              | volgorde van plaatsing van uitgangen: | volgorde van plaatsing van uitgangen: |
| stam van het naamwoord                                                                              | groep 1 | groep 2 |
| --------------------------------------------------------------------------------------------------- | --- | --- |
| - stabiel, niet alternerend - niet verlagend - verlagend - alternerend - verlagend - niet verlagend | - nominatief - enkelvoud, absolute stam, de stam zonder uitgang (zoals deze verschijnt in het woordenboek) - meervoud (-ok/-ek/-ök, -ak) - bezitter (-é) - 3de persoon bezitsuitgang - enkelvoud (-a/-e, -ja/-je) - meervoud (-ai/-ei, -jai/-jei) | - accusatief (-ot/-et/-öt, -at) - datief (-nak/-nek) - instrumentalis, comitatief (-val/-vel) - causalis-finalis (-ert) - translatief (-vá/-vé) - terminatief (-ig) - (overige uitgangen) |

Een stam van een naamwoord heet alternerend (niet stabiel) als deze verandert onder invloed van een uitgang. Een stam heet verlagend als de stam invloed heeft op de standaardvormen van de uitgang. Alternerende stammen zijn vaak ook verlagend.

## Uitgangen en naamvallen
| Hongaarse naamvallen en uitgangen | Hongaarse naamvallen en uitgangen | Hongaarse naamvallen en uitgangen | Hongaarse naamvallen en uitgangen | Hongaarse naamvallen en uitgangen |
| Naamval: | Uitgang bij stamtypen:            | Uitgang bij stamtypen:            | Uitgang bij stamtypen:            | Naamvalgroep                      |
| Naamval: | standaard                         | verlagend                         | eindklinker+ niet-verlagend       | Naamvalgroep                      |
| --- | --------------------------------- | --------------------------------- | --------------------------------- | --------------------------------- |
| ablatief | -tól, -től                        | -tól, -től                        | -tól, -től                        | lokaalsuffix                      |
| accusatief | -ot, -et, -öt                     | -at, -et                          | -t                                | syntactische naamval              |
| adessief | -nál, -nél                        | -nál, -nél                        | -nál, -nél                        | lokaalsuffix                      |
| allatief | -hoz, -hez, -höz                  | -hoz, -hez, -höz                  | -hoz, -hez, -höz                  | lokaalsuffix                      |
| associatief (comitatief) | -ostul, -estül, -östül            | -astul, -estül                    | -stul, -stül                      | instrument, doel en resultaat     |
| causalis-finalis | -ért                              | -ért                              | -ért                              | instrument, doel en resultaat     |
| datief | -nak, -nek                        | -nak, -nek                        | -nak, -nek                        | syntactische naamval              |
| delatief | -ról, -ről                        | -ról, -ről                        | -ról, -ről                        | lokaalsuffix                      |
| distributief | -onként, -enként, -önként         | -anként, -enként                  | -nként                            | restgroep                         |
| distributief | -onkint, -enkint, -önkint         | -ankint, -enkint                  | -nkint                            | restgroep                         |
| distributief- temporalis | -onta, -ente, -önte               | -onta, -ente, -önte               | -nta, -nte                        | tijdssuffix                       |
| elatief | -ból, -ből                        | -ból, -ből                        | -ból, -ből                        | lokaalsuffix                      |
| essief-modalis essief | -ul, -ül                          | -ul, -ül                          | -l                                | restgroep                         |
| essief-formalis formalis | -ként, -képp, -képpen             | -ként, -képp, -képpen             | -ként, -képp, -képpen             | restgroep                         |
| illatief | -ba, -be                          | -ba, -be                          | -ba, -be                          | lokaalsuffix                      |
| inessief | -ban, -ben                        | -ban, -ben                        | -ban, -ben                        | lokaalsuffix                      |
| instrumentalis, sociatief, (comitatief) | -val, -vel1                       | -val, -vel1                       | -val, -vel1                       | instrument, doel en resultaat     |
| multiplicatief | -szor, -szer, -ször               | -szor, -szer, -ször               | -szor, -szer, -ször               | restgroep                         |
| nominatief | ø                                 | ø                                 | ø                                 | syntactische naamval              |
| sublatief | -ra, -re                          | -ra, -re                          | -ra, -re                          | lokaalsuffix                      |
| superessief | -on, -en, -ön                     | -on, -en, -ön                     | -n                                | lokaalsuffix                      |
| temporalis | -kor                              | -kor                              | -kor                              | tijdssuffix                       |
| terminatief | -ig                               | -ig                               | -ig                               | tijdssuffix                       |
| translatief | -vá, -vé2                         | -vá, -vé2                         | -vá, -vé2                         | instrument, doel en resultaat     |
| 1: de begin-v van -val/-vel past zich aan aan de eindklinker van de stam 2: de begin-v van -vá/-vé past zich aan aan de eindklinker van de stam |                                   |                                   |                                   |                                   |

### Groepen
De uitgangen worden gebruikt in het geval van
1. syntactische naamvallen (nominatief, datief en accusatief)
2. lokaalsuffixen: uitgangen voor plaats en richting (ablatief, adessief, allatief, delatief, elatief, illatief, inessief, sublatief en superessief)
3. uitgangen voor modaliteit
  - instrument, doel en resultaat (associatief, causalis-finalis en instrumentalis)
  - tijdssuffix (temporalis, terminatief en distributief-temporalis)
  - restgroep

### Toepassing
Naamvalsuitgangen worden onder andere toegepast bij:
1. zelfstandig naamwoorden
2. zelfstandig gebruikte bijvoeglijke naamwoorden
Voorbeeld: a piros = de rode, a pirosban = in de rode, a pirosat kérem = ik wil de rode
3. zelfstandig gebruikte telwoorden
Voorbeeld: hármas = nummer drie, a hármast kérem = ik wil de nummer drie;
Voorbeeld: több = meer, többet nem iszom = meer drink ik niet
4. voornaamwoorden, als:
  - sommige persoonlijke voornaamwoorden
Voorbeeld: Ön = U, Önnek = aan/voor U; Maga = U, Magával = met U
Afwijkingen: én = ik, nekem = aan/voor mij; veled = met jou
  - vraagwoorden
Voorbeelden: mi = wat, miben = waarin; ki = wie, kivel = met wie; melyik = welke, melyiket = welke accusatief
  - betrekkelijk voornaamwoorden[11]
Voorbeelden: ami = wat, amiben = waarin; aki = wie, akivel = met wie; amelyik = welke, amelyiket = welke accusatief
  - aanwijzend voornaamwoorden
Voorbeelden: ez = dit/deze, az = dat/die, ezek = deze (meervoudsuitgang), ezzel = met deze (enkelvoud), ezekkel = met deze (meervoud)

### Keuze
De te kiezen juiste vorm van de uitgang hangt af van de stam, de uitgang en de klinkers (in verband met de klinkerharmie).
- Stam: het type van de stam, waarachter de uitgang wordt geplaatst
  - standaard, of
  - eindigend op een klinker, of
  - verlagend
- Uitgang: het type uitgang
  - aantal mogelijke vormen (1-harmonisch, 2-harmonisch, 3-harmonisch)
  - veranderlijkheid
  - beginnend met een instabiele klinker, of
  - beginnend met een assimilerende v-,
- Klinkerharmonie: de regels van de klinkerharmonie.

### Klinkerharmonie
Op grond van het gedrag bij klinkerharmonie zijn er zijn drie typen uitgangen te onderscheiden:
1. drie harmoniserende uitgangen, zoals -hoz/-hez/-höz (bij), -szor/-szer/-ször (maal) of -ok/-ek/-ök (meervoud),
2. twee harmoniserende uitgangen, zoals -nak/-nek (aan of voor) of -val/-vel (met)
3. onveranderlijke uitgangen, zoals -kor (om), -ig (tot) of -ért (wegens)

### Syntactische naamvallen
De syntactische naamvallen omvatten in het Hongaars:
- 1ste naamval voor het onderwerp van een zin; voor deze naamval is er geen uitgang
- 3de naamval voor het meewerkend voorwerp (aan of voor)
- 4de naamval voor het lijdend voorwerp

De 2de naamval ontbreekt in het Hongaars. De functie daarvan worden overgenomen door de bezitsuitgangen.
De 3de naamval wordt aangegeven door -nak/-nek achter de stam te zetten; er zijn twee stabiele harmonische vormen.
Voor de uitgangen van de 4de naamval zijn er drie situaties:
1. Bij niet-verlagende stammen die eindigen op een medeklinker wordt de accusatief aangegeven door de standaarduitgangen -ot/-et/-öt
Voorbeelden zijn: napot = dag, zon, bőröndöt = koffer
2. Bij een verlagende stam worden de beginklinkers van de uitgangen verlaagd tot -at/-et (bijvoorbeeld achter meervoudsuitgangen, bezitsuitgangen, zelfstandig gebruikt bijvoeglijke naamwoorden en achter veel zelfstandige naamwoorden; zie ook woordenboek)
Voorbeelden zijn: fogat = tand, fület = oor
3. De uitgang wordt -t (en vervalt dus de instabiele beginklinker)
  - bij de overige stammen, waarbij de stam eindigt op een klinker,
  - achter een niet-verlagende stam, eindigend op een klinker plus -sz, -z, -s, -zs, -j, -ly, -l, -r, -n, -ny, ssz, zz, ss, ll, rr, nn, nny, ns, nsz en nz.

Voorbeelden zijn: kocsit = auto, fésűt = kam, kést = mes

De drie syntactische naamvallen (de nominatief, de datief en de accusatief) staan in onderstaande tabel. Ze worden veelal toegepast bij naamwoorden, zoals zelfstandige naamwoorden, aanwijzende en vragende voornaamwoorden. In onderstaande tabel staan ze in combinatie met enkele voornaamwoorden, omdat deze soms op speciale wijze worden gevormd.
| 1. 2. 3. " " | én te ő Ön Maga | 11. 22. 33. " " | mi ti ők Önök Maguk |

| ev. | az   | ez   |
| mv. | azok | ezek |
|     | dat  | dit  |
|     | die  | deze |

| ev. | mi?  | ki?  |
| mv. | mik? | kik? |
|     | wat? | wie? |

| 1. 2. 3. " " | nekem neked neki Önnek Magának | 11. 22. 33. " " | nekünk nektek nekik Önöknek Maguknak |

| minek?             | annak    | ennek    |
| miknek?            | azoknak  | ezeknak  |
| waarvoor? waartoe? | daarvoor | hiervoor |

| ev. mv. | minek? miknek?    | kinek? kiknek?     |
|         | waarvoor aan wat? | voor wie? aan wie? |

| 1. 2. 3. " " | engem téged őt Önt Magát | 11. 22. 33. " " | bennünket, minket titeket őket Önöket Magukat |

| mit?   | azt     | ezt      |
| miket? | azokat  | ezeket   |
| wat?   | dat die | dit deze |

| ev. | mit?   | kit?   |
| mv. | miket? | kiket? |
|     | wat?   | wie?   |

De vorm van de uitgangen voor het lijdend voorwerp zijn afhankelijk van de stam, waarachter ze geplaatst worden. Bij verlagende stammen zijn er slechts 2 vormen om uit te kiezen, en achter een klinker en achter bepaalde medeklinkers (van niet verlagende stammen) vervalt de beginklinker van de uitgang. Zie voor verdere toelichting hierboven.

### Naamvallen voor plaats en richting
Uitgangen van plaats en richting (lokaalsuffixen) worden gebruikt in de plaats waar in het Nederlands bepaalde voorzetsels (in, op, bij, ...) staan. Ze kunnen systematisch worden ingedeeld in groepjes van drie, waarbij onderscheid is tussen:
- de richting ernaartoe (antwoord op de vraag: hová? = waarheen?),
- de aanduiding van plaats (antwoord op de vraag: hol? = waar?), en
- de richting ervandaan (antwoord op de vraag: honnan? = waarvandaan?).

Plaats en richting-bepalende uitgangen komen voor een groot deel in hun betekenis overeen met de voorzetsels in het Nederlands. Ze komen voor in twee of drie harmonische vormen. Veelal geven deze uitgangen plaats of richting aan, maar in enkele gevallen gaan ze samen met bepaalde werkwoorden. De uitgangen worden geplaatst achter een eventuele bezitsuitgang of meervoudsuitgang
Voorbeeld: a házban in het huis; házamban in mijn huis; a házakból de huizen uit.
Een vollediger overzicht geeft onderstaande tabel, waarin met de antwoorden op de vragen hova?=waarheen?, hol?=waar? en honnan?=waarvandaan? de verschillende naamvallen zijn gegroepeerd:
| *                    | hová? waarheen?                         | hol? waar?                                  | honnan? waarvandaan?                              |
| 1. 2. 3. 11. 22. 33. | belém beléd belé belénk belétek beléjük | bennem benned benne bennünk bennetek bennük | belőlem belőled belőle belőlünk belőletek belőlük |

| hová? | hol?  | honnan? |
| abba  | abban | abból   |
| ebbe  | ebben | ebből   |

| hová? | hol?   | honnan? |
| mibe? | miben? | miből?  |
| kibe? | kiben? | kiből?  |

| *                    | hová?                       | hol?                                        | honnan?                               |
| 1. 2. 3. 11. 22. 33. | rám rád rá ránk rátok rájuk | rajtam rajtad rajta rajtunk rajtatok rajtuk | rólam rólad róla rólunk rólatok róluk |

| hová? | hol? | honnan? |
| arra  | azon | arról   |
| erre  | ezen | erről   |

| hová? | hol? | honnan? |
| mire? | min? | miről?  |
| kire? | kin? | kiről?  |

| *                    | hová?                                       | hol?                            | honnan?                               |
| 1. 2. 3. 11. 22. 33. | hozzám hozzád hozzá hozzánk hozzátok hozzák | nálad nála nálunk nálatok náluk | tőlem tőled tőle tőlünk tőletek tőlük |

| hová? | hol?  | honnan? |
| ahhoz | annál | attól   |
| ehhez | ennél | ettől   |

| hová?  | hol?   | honnan? |
| mihez? | minél? | mitől?  |
| kihez? | kinél? | kitől?  |

| meddig? | addig | eddig |

Voor het aangeven van plaats of richting zijn er ook postposities of achterzetsels. Deze worden los achter het bijbehorende woord geplaatst en vertonen geen klinkerharmonie.
Voorbeelden: a ház mögött achter het huis, a kert előtt voor het tuin
De uitgangen, achtervoegsels en de achterzetsels kunnen onderling vaak gecombineerd worden tot zelfstandige eenheden.
Voorbeelden: benne in hem/er in, mögöttem achter mij, velünk = met ons.

### Naamvallen voor tijd
Er zijn twee naamvallen die verband houden met de tijd:
- De terminatief met de vorm -ig is niet-harmonisch. . Tot / tot aan (voor tijdstip of voor plaats) wordt aangegeven door -ig (terminatief) achter de stam te zetten. Deze uitgang is stabiel en er is dus geen klinkerharmonie.
Voorbeelden: Meddig? = Tot wanneer? / Tot hoever?; Mettől meddig? = Van wanneer tot wanneer?; Négyig = Tot vier (uur); Budapestig = tot Boedapest

- De temporalis met de vorm -kor is niet-harmonisch. Om (tijdstip) wordt aangegeven door -kor (temporalis) achter de stam te zetten. Deze uitgang is stabiel (er is geen klinkerharmonie).
Voorbeelden: Mikor? = Wanneer?; Hány órakor? = Hoe laat?; Ötkor / Öt órakor = Om vijf / Om vijf uur; Gyermekkor = ten tijde van de kinderleeftijd.

- De distributief-temporalis met de vormen -onta/-ente/-önte en na een klinker -nta/-nte heeft drie of twee harmonische vormen. Deze is vergelijkbaar met de distributief, maar heeft alleen betrekking op de tijd.
Voorbeeld: naponta = dagelijks, évente = jaarlijks, csütörtökente = donderdags, elke donderdag.

| *                | az dat die        | ez dit deze      |
| meddig?          | addig             | eddig            |
| hoelang? hoever? | tot dan, tot daar | tot nu, tot hier |

| meddig? | tot wanneer? |
| meddig? | tot waar?    |

| *        | az dat die | ez dit deze |
| mikor?   | akkor      | ekkor       |
| wanneer? | dan, toen  |             |

### Naamvallen voor instrument, doel en resultaat
Er zijn drie naamvallen die verband houden met instrument, doel en resultaat: de causalis-finalis, de instrumentalis en de translatief.
- De causalis-finalis voor wegens, om met de uitgang -ért is niet-harmonisch, en veroorzaakt ook geen wijzigingen in de stam, waarachter deze wordt geplaatst.
- De instrumentalis voor met, samen met wordt aangegeven door -val/-vel achter de stam te zetten, waarbij de -v wordt aangepast aan de eind-medeklinker (twee harmonische vormen).
Voorbeelden: a macskával met de kat, az ablakkal met het raam.
- De translatief met de betekenis (veranderend) in/tot heeft de vormen -vá/-vé. De begin-v van de uitgang assimileert met de eindklinker van het woord waaraan de uitgang wordt toegevoegd, vergelijkbaar met -val/-vel.

| *                    | kiért?                                                               |
| 1. 2. 3. 11. 22. 33. | értem érted érte Önért Magaért értünk értetek értük Önökért Magukért |

| *       | az dat die | ez dit deze |
| miért?  | azért      | ezért       |
| mikért? | azokért    | ezekért     |
| waarom  | daarom     | hierom      |

| mi?, mik? | ki?, kik? |         |
| ev.       | miért?    | kiért?  |
| mv.       | mikért?   | kikért? |
|           | waarom?   | om wie? |

| *                    | kivel?                                                               |
| 1. 2. 3. 11. 22. 23. | velem veled vele Önnel Magával velünk veletek velük Önökkel Magukkal |

| *                 | az dat die      | ez dit deze      |
| mivel?            | avval/azzal     | evvel/ezzel      |
| mikkel?           | azokkal         | ezekkel          |
| waarmee? met wat? | daarmee met die | hiermee met deze |

| *   | mi?, mik? wat? | ki?, kik? wie? |
| ev. | mivel?         | kivel?         |
| mv. | mikkel?        | kikkel?        |
|     | waarmee?       | met wie?       |

| *                    | az dat die    | ez dit deze   |
| mivé?                | azzá          | ezzé          |
| waarin?, in/tot wat? | daarin in dat | hierin in dit |

### Restgroep naamvallen
De distributief -onként/-enként/-önként is vergelijkbaar met de distributief-temporalis, maar kan ook worden toegepast als het niet om de factor tijd gaat. De beginklinker vervalt als de stam eindigt op een klinker.
Voorbeeld: Darabonként adják el = Ze verkopen het per stuk.
De associatief -ostul/-estül/-östül heeft een instabiele beginklinker, die vervalt als de stam eindigt op een klinker. De betekenis is ongeveer: samen met (zijn eigen).
Voorbeeld: Kutyástul ment sétalni = Zij ging wandelen samen met haar (eigen) hond. Soms wordt de uitgang -val/-vel ook als "associatief" beschouwd.
De formalis en de essief hebben de betekenis "als", "in de hoedanigheid van".
| Hongaarse grammatica naamvallen | Hongaarse grammatica naamvallen | Hongaarse grammatica naamvallen   |
| ------------------------------- | ------------------------------- | --------------------------------- |
| Restgroep Hongaarse uitgangen   |                                 |                                   |
| betekenis                       | naamval                         | vormen                            |
| iedere, herhaaldelijk           | distributief                    | -onként/-enként/-önként, -nként   |
| samen met (eigen)               | associatief                     | -ostul/-estül/-östül, -stul/-stül |
| als                             | formalis                        | -ként                             |
| als                             | essief                          | -ul/-ül (-an/-en)                 |

## Hongaarse werkwoorden
Van de Hongaarse werkwoorden staat in het woordenboek de belangrijkste stam opgenomen. Deze stam van het werkwoord komt overeen met de derde persoon enkelvoud van de tegenwoordige tijd. Deze stam wordt gewoonlijk gebruikt in alle werkwoordstijden. Meer stammen kunnen er zijn bij onregelmatige werkwoorden, bijvoorbeeld voor andere tijden en wijzen. Een veel voorkomende bijzonderheid vormen de -ik werkwoorden, waar de uitgang -ik achter de stam staat bij de woordenboekvorm.
De vervoeging van de werkwoorden vindt plaats door uitgangen voor de personen. De meest uitgangen zijn er in twee harmonische vormen of in drie harmonische vormen, waaruit dan een keuze gemaakt moet worden op grond van de regels voor de klinkerharmonie. De keuze is daarbij afhankelijk van de (laatste) klinker in de stam van het werkwoord. Het grammaticaal geslacht wordt daarbij niet aangegeven. Om de verschillende wijzen en tijden aan te duiden wordt vóór de uitgang nog eerst een "teken" geplaatst, waardoor er een verlengde stam ontstaat.
Voorbeeld: Ül = Hij zit (woordenboekvorm zitten), Ülök = Ik zit (eerste persoon enkelvoud tegenwoordige tijd) Ültem = Ik zat (eerste persoon enkelvoud verleden tijd), Üljél le = Zit! (gebiedende wijs, 2de persoon)
Voorbeeld ik-stam: Lakik = Hij woont (woordenboekvorm wonen, stam met -ik), Lakunk = Wij wonen (eerste persoon meervoud, Laktunk = Wij woonden (verleden tijd).